# Valerius Harpokration
Valerius Harpokration (griechisch Οὐαλέριος Ἁρποκρατίων) war ein alexandrinischer Grammatiker der Kaiserzeit. Seine Lebensdaten sind nicht bekannt. Aufgrund der von ihm zitierten Autoren kann er frühestens unter Kaiser Tiberius gelebt haben. Falls er mit dem in der Historia Augusta als Lehrer des Lucius Verus erwähnten Harpokration identisch ist, hat er im 2. Jahrhundert gelebt.

In der Suda wird er als Verfasser eines Lexikons von zehn attischen Rednern (Λεξικὸν τῶν δέκα ῥητόρων) und einer Sammlung geflügelter Worte (ἀνϑηρῶν συναγωγή, verloren) erwähnt. Das Lexikon war vermutlich eine der Quellen der Suda. Es enthält alphabetisch geordnete Bemerkungen zu Personen und Erklärungen von Begriffen (insbesondere aus den Bereichen Recht und Handel). Da die Werke, auf die sich Harpokration stützte (dazu gehört der Grammatiker Didymos Chalkenteros und die attische Geschichte der Atthidographen), schon früh verloren gingen, stellt das Lexikon in einigen Bereichen heute die einzige erhaltene Quelle dar.
Der Text des Werkes liegt sowohl vollständig als auch in Auszügen vor. Die epitomisierte Fassung ist bereits im 9. Jahrhundert nachweisbar, da sie im Myriobiblion des Photios Eingang fand. Auch die vollständige Fassung zeigt Spuren von Überarbeitung und Interpolation.

## Ausgaben
- Wilhelm Dindorf (Hrsg.): Harpocrationis Lexicon in decem oratores Atticos ex recensione Guilelmi Dindorfii. 2 Bände, Typographeo Academico, Oxford 1853